# Gamba Osaka

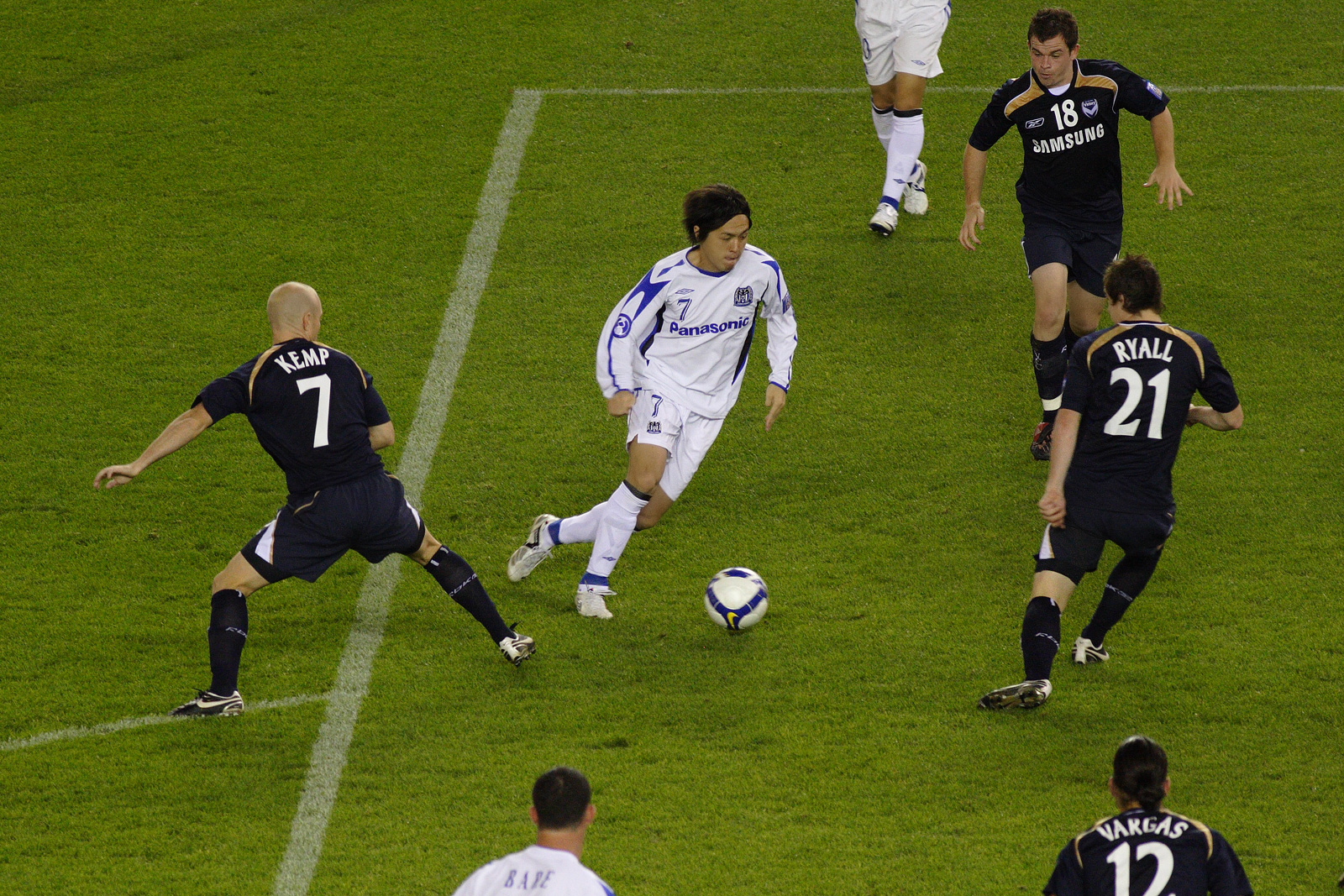
Wedstrijd tegen Melbourne Victory, maart 2008

Gamba Osaka (Japans: ガンバ大阪, Gamba Ōsaka) is een Japanse voetbalclub die uitkomt in de J-League, de hoogste divisie in Japan. Gamba Osaka komt uit de stad Osaka en behaalde in 2005 haar eerste grote prijs: het landskampioenschap.

## Geschiedenis
Gamba Osaka is opgericht in 1980 als Matsushita Electric Industrial FC, de club van de elektronicafabriek Matsushita, beter bekend als Panasonic in Nederland. Matsushita Electric Industrial FC kwam uit in de Japan Soccer League, de voorloper van de J-League maar was weinig succesvol, evenals Gamba Osaka in de beginjaren van de J-League. De club trad in 1991 toe tot de J-League en veranderde toen haar naam in het huidige Gamba Osaka. De naam Gamba is afgeleid van het Japanse woord gambaru (頑張る) wat staat voor "je best doen" of "volhouden" en ganbare een veelgehoorde kreet is in Japan om iemand aan te moedigen. Daarnaast verwijst gamba eveneens naar het Italiaanse woord voor voet.
De clubkleuren blauw en zwart werden niet gekozen zonder reden, enerzijds zijn het de kleuren van eigenaar Panasonic, anderzijds zijn de clubkleuren ook gekopieerd van Internazionale, een Italiaanse topploeg uit Milaan en zeer bekend in Japan.
In 2005 behaalde de club haar eerste grote prijs door het landskampioenschap te winnen op de laatste speeldag. Een speeldag waar 4 ploegen nog kans maakte op de titel, waaronder lokaal rivaal Cerezo Osaka. In 2012 eindigde Gamba Osaka op de voorlaatste plaats en degradeerde het naar de J-League 2. Daar werd de club in 2013 direct kampioen en promoveerde weer terug. In 2014 werd Gamba Osaka landskampioen en won ook de League Cup en de Emperor's Cup. Ook in 2015 werd de Emperor's Cup gewonnen.

## Erelijst

### J-League
- Winnaar in 2005, 2014

### Emperor's Cup
- Winnaar in 2008, 2009, 2014, 2015
- Verliezend finalist in 2006, 2012, 2020

### J-League Cup
- Winnaar in 2007, 2014
- Verliezend finalist in 2005, 2015, 2016

### Xerox Supercup
- Winnaar in 2007

### A3 Champions Cup
- Verliezend finalist in 2006

### AFC Champions League
- Winnaar in 2008

### WK clubteams
- 2008

## Eindklasseringen
- Eerst wordt de positie in de eindranglijst vermeld, daarna het aantal teams in de competitie van het desbetreffende jaar. Voorbeeld 1/18 betekent plaats 1 van 18 teams in totaal.

| Jaar | J1    | J2 |
| ---- | ----- | -- |
| 1993 | 7/10  |    |
| 1994 | 10/12 |    |
| 1995 | 14/14 |    |
| 1996 | 12/16 |    |
| 1997 | 4/17  |    |
| 1998 | 15/18 |    |
| 1999 | 11/16 |    |
| 2000 | 6/16  |    |
| 2001 | 7/16  |    |
| 2002 | 3/16  |    |
| 2003 | 10/16 |    |
| 2004 | 3/16  |    |
| 2005 | 1/18  |    |
| 2006 | 3/18  |    |
| 2007 | 3/18  |    |
| 2008 | 8/18  |    |
| 2009 | 3/18  |    |

## Bekende (ex-)voetballers
- Yasuhito Endo
- Junichi Inamoto
- Yasuyuki Konno
- Tsuneyasu Miyamoto
- Masashi Oguro
- Akira Kaji
- Michihiro Yasuda
- Hideo Hashimoto
- Jungo Fujimoto
- Shinobu Ikeda
- Katsuhiro Kusaki
- Yoshiyuki Matsuyama
- Tomoyuki Kajino
- Akihiro Nagashima
- Kenji Honnami
- Koji Kondo
- Yoshiaki Sato
- Toshihiro Yamaguchi
- Hiromitsu Isogai

- Hiroshige Yanagimoto
- Masahiro Ando
- Kota Yoshihara
- Hiromi Kojima
- Tomokazu Myojin
- Takahiro Futagawa
- Ryuji Bando
- Ryota Tsuzuki
- Kazumichi Takagi
- Satoshi Yamaguchi
- Akihiro Ienaga
- Hiroki Mizumoto
- Takashi Usami
- Hiroki Fujiharu
- Koki Yonekura
- Daiki Niwa
- Shu Kurata
- Masaaki Higashiguchi
- Mirko Hrgović

- Sergei Aleinikov
- Marcelinho Carioca
- Magno Alves
- Rôni
- Kiril Metkov
- Patrick Mboma
- Mladen Mladenović
- Nino Bule
- Claude Dambury
- Boban Babunski
- Anto Drobnjak
- Hans Gillhaus
- Francisco Arce
- Piotr Świerczewski
- Achrik Tsveiba
- Markel Susaeta
- Amir Karić
- Oleh Protasov